# Media Distancia Renfe
 (août 2024).
Si vous disposez d'ouvrages ou d'articles de référence ou si vous connaissez des sites web de qualité traitant du thème abordé ici, merci de compléter l'article en donnant les références utiles à sa vérifiabilité et en les liant à la section « Notes et références ».
Media Distancia Renfe est le nom commercial du service de liaisons régionales de la Renfe. Elle met en relation des villes d'une même communauté autonome mais aussi, exceptionnellement, des villes de deux communautés autonomes différentes.
Elle exploite les lignes à écartement ibérique et normal (pour les lignes à grande vitesse), les lignes circulant sur des voies étroites étant exploités par la marque Cercanías AM (es).
La fréquence des dessertes est inférieure par rapport aux réseaux de trains de banlieue.
Contrairement aux Cercanías qui fonctionnent avec un système de zones pour la tarification, le prix varie en fonction de la distance parcourue.

## Services de Media Distancia
- Avant : anciennement appelés Lanzaderas Ave ou Iris, ils assurent les services sur les lignes à grande vitesse. Ils sont exploités avec des trains des séries 104, 114 et 121 étant limités à 250 km/h. Ils circulent sur les lignes à grande vitesse et sur les lignes à écartement ibérique, grâce à des essieux à écartement variable.
- Regional : ce sont des services qui marquent l’arrêt dans toutes ou presque toutes les gares et haltes du parcours. Ils peuvent être cadencés avec les services de Cercanías Renfe (par exemple, la ligne 53 Madrid - Ségovie), auquel cas on parle de Regional Cadenciado. Les trains utilisés sont issus du parc des Cercanías (séries 440R, 446, 447 et même des trains à deux niveaux de la série 450). En revanche, pour les services non cadencés avec le réseau de Cercanías, on utilise généralement des trains de la série 470 sur les lignes électrifiées, et des unités diesel des séries 592 et 596 sur les lignes non électrifiées. Ils existaient également les Regional Delta, similaires aux cadencés, et les Regional Lince, des trains de week-end partant des grandes villes le vendredi soir vers différentes localités espagnoles, et revenant le dimanche soir.
- Regional Exprés : ces services comportent moins d'arrêts que les trains Regional (maximum 3 arrêts tous les 100 km), ce qui se traduit par une vitesse commerciale plus élevée et, par conséquent, des temps de trajet nettement plus courts que les trains de type Regional, ainsi qu'un plus grand confort pour les voyageurs. Sur les lignes électrifiées, on utilise principalement des trains des séries 440R et 470 ou, dans le cas de la Catalogne et des services à destination/en provenance de Saragosse, des trains de la série 448, tandis que sur les lignes non électrifiées, ces services sont assurés par des unités des séries 592 et 592.200. Ces services étaient nommés auparavent Andalucía Exprés, Regionales Aragón/Aragón Exprés, Castilla y León Exprés, Catalunya Exprés et Regionais Galicia/Galicia Exprés.
- Media Distancia : Ils relient les principales villes d'une même région ou de plusieurs régions aux plus grandes villes intermédiaires, excluant généralement celles qui ont une demande moindre[2].
- Proximidad : C'est le nom donné depuis 2023 aux services à fréquences intermédiaires entre les services Cercanías et les services Media Distancia .

### Anciens services
- TRD (Tren Regional Diésel) : Trains régionaux diesel destinés à assurer des services régionaux de qualité sur des lignes non électrifiées. Leur confort et leur vitesse étaient supérieurs à ceux des trains Regional et Regional Exprés, ce qui justifiait un tarif légèrement plus élevé. Ce service était exclusivement assuré avec des rames de la série 594, rénovées ou non.
- R-598 : Ce service remplissait la même fonction que la précédente et était exclusivement assuré avec des unités de la série 598, brièvement connues sous le nom de Nexios.
- Intercity : Il s'agissait d'un service de Larga Distancia jusqu'en 2008. En 2012, la dénomination est réintroduite, mais pour des services de Media Distancia et effectués avec des unités des séries 121, 449 et 599. À partir de 2020, la marque Intercity redevient un service de Larga Distancia en regroupant les services Altaria, Talgo et AV City.

## Lignes

### Lignes à grande vitesse
| Ligne | Gares | Commentaires | Matériel utilisé |
| ----- | --- | --- | ---------------- |
| 85    | Madrid-Puerta de Atocha - Ciudad Real - Puertollano | Héritée des Lanzaderas de Alta Velocidad qui existaient depuis l'ouverture de LGV Madrid - Séville | Série 104        |
| 87    | Madrid-Puerta de Atocha - Tolède | Depuis 2005 | Série 104        |
|       | Séville-Santa Justa - Cordoue - Puente Genil Herrera - Antequera-Santa Ana - Malaga-María Zambrano                                                      | Depuis 2008. Elle constitue une alternative rapide à la ligne 66 pour le trajet Cordoue - Séville, à la ligne 67 pour le trajet Séville - Malaga, et à la ligne 69 pour le trajet Cordoue - Antequera. | Série 104        |
|       | Séville-Santa Justa - Cordoue-Central - Puente Genil Herrera - Antequera-Santa Ana - Loja - Grenade                                                     | Depuis le 16 février 2020. Elle remplace les lignes 68 et 70 sur le tronçon entre Antequera-Santa Ana et Grenade.                                                                                      | Série 104        |
|       | Malaga-María Zambrano - Loja - Grenade | Depuis le 4 avril 2022 | Série 104        |
|       | Barcelone-Sants - Camp de Tarragone - Lérida Pyrénées                                                                                                   | | Série 114        |
|       | Barcelone-Sants - Gérone - Figueres - Vilafant | | Série 104        |
|       | Barcelone-Sants - Gérone | | Série 121        |
|       | Saragosse-Delicias - Calatayud | | Série 104        |
| 86    | Madrid-Chamartín-Clara Campoamor - Ségovie-Guiomar - Valladolid-Campo Grande                                                                            | Depuis 2008 | Série 114        |
|       | Ourense - Saint-Jacques-de-Compostelle - La Corogne | | Série 121        |
|       | Vigo-Urzáiz - Redondela AV - Arcade - Pontevedra - Villagarcía de Arosa - Padrón-Barbanza - Saint-Jacques-de-Compostelle - Cerceda-Meirama - La Corogne | | Série 121        |
|       | Saint-Jacques-de-Compostelle - Órdenes - Cerceda-Meirama - Uges - La Corogne                                                                            | | Série 121        |
|       | Valence-Joaquín Sorolla - Requena-Utiel | |                  |
|       | Salamanque - Ségovie-Guiomar - Madrid-Chamartín-Clara Campoamor                                                                                         | |                  |
|       | Cuenca-Fernando Zóbel - Madrid-Puerta de Atocha | |                  |
|       | Madrid-Puerta de Atocha - Cuenca-Fernando Zóbel - Albacete-Los Llanos                                                                                   | Depuis le 20 juillet 2022, en remplacement du train Regional Madrid-Cuenca-Valence. |                  |
|       | Alicante-Terminal - Elche AV - Callosa de Segura-Cox - Orihuela-Miguel Hernández - Beniel - Murcie del Carmen                                           | Depuis le 20 décembre 2022. Service complémentaire au Cercanías Murcie-Alicante. | Série 104        |

### Lignes conventionnelles
Elles circulent entièrement sur des voies conventionnelles, électrifiées à 3 000 V CC ou non. Ces lignes présentent une grande diversité, tant en termes de distance parcourue que de fréquence. Auparavant, leur nom était basé sur des zones géographiques, mais Renfe attribue désormais un numéro générique à toutes ses lignes moyenne distance.
Le matériel utilisé sur ces lignes est très diversifié : 440, 470, 448, 592, 596, 594, 449, 598, 599 et 490. La ligne 3 utilise une unité 592 de Comboios de Portugal.
| Ligne   | Service                                 | Matériel utilisé | Origine/Destination                                                                                  | Arrêts intermédiaires |
| ------- | --------------------------------------- | ---------------- | --- | --- |
| 1       | Regional                                | 599              | La Corogne - Vigo-Guixar                                                                             | La Corogne · Uges · Cerceda-Meirama · Órdenes · Saint-Jacques-de-Compostelle · Osebe · Padrón · Puentecesuras · Catoira · Villagarcía de Arosa · Portela · Pontevedra-Universidad · Pontevedra · Arcade · Cesantes · Redondela-Picota · Redondela · Vigo-Guixar |
| 2       | Regional                                | 594              | Saint-Jacques-de-Compostelle - Ourense                                                               | Saint-Jacques-de-Compostelle · Lalín · Irijo · Carballino · Friela-Maside · Ourense |
| 3A      | Regional                                | 592              | Vigo-Guixar - Valença do Minho                                                                       | Vigo-Guixar · Redondela · Porriño · Guillarey · Tuy · Valença do Minho |
| 3B      | Celta                                   | 592 de CP        | Vigo - Porto-Campanhã                                                                                | Vigo-Guixar · Valença do Minho · Viana do Castelo · Nine · Porto-Campanhã |
| 4       | MD                                      | 594              | La Corogne - Lugo - Monforte - Ourense                                                               | La Corogne · Elviña-Universidad · El Burgo-Santiago · Cambre · Cecebre · Betanzos-Infesta · Oza de los Ríos · Cesuras · Piñoy · Curtis · Teijeiro · Guitiriz · Parga · Baamonde · Rábade · Lugo · Pedrelo-Céltigos · Sarria · Monforte de Lemos · Ourense |
| 5       | MD                                      | 594              | La Corogne - Ferrol                                                                                  | La Corogne · Elviña-Universidad · El Burgo-Santiago · Cambre · Cecebre · Betanzos-Infesta · Betanzos-Cidade · Miño · Perbes · Puentedeume · Cabañas · Perlío · Ferrol |
| 6       | MD                                      | 440              | Vigo - Ourense - Monforte - Ponferrada - León                                                        | Vigo-Guixar · Redondela · Porriño · Guillarey · Caldelas · Salvaterra · As Neves · Sela · Arbo · Pousa Crecente · Frieira · Filgueira · Ribadavia · Ourense · Barra de Miño · Peares · San Pedro do Sil · San Esteban del Sil · Áreas · Canabal · Monforte de Lemos · Puebla del Brollón · San Clodio-Quiroga · Montefurado · La Rúa-Petín · Villamartín de Valdeorras · El Barco de Valdeorras · Sobradelo · Quereño · Covas · Toral de los Vados · Villadepalos · Ponferrada · San Miguel de las Dueñas · Bembibre · Torre del Bierzo · La Granja · Brañuelas · Porqueros · Vega-Magaz · Astorga · Nistal · Barrientos · Veguellina · Villavante · Quintana-Raneros · León |
| 13      | MD                                      | 599              | Madrid - Salamanque                                                                                  | Madrid-Príncipe Pío · Villalba de Guadarrama · El Escorial · Zarzalejo · Robledo de Chavela · Santa María de la Alameda-Peguerinos · Las Navas del Marqués · Navalperal · Herradón-La Cañada · Ávila · Cardeñosa de Ávila · San Pedro del Arroyo · Crespos · Narros del Castillo · Peñaranda de Bracamonte · Villar de Gallimazo · Babilafuente · San Morales · Aldealengua · Salamanque · Salamanque-Alamedilla |
| 14      | MD                                      | 449              | Palencia - Valladolid                                                                                | Palencia · Venta de Baños · Dueñas · Cubillas de Santa Marta · Corcos-Aguilarejo · Cabezón de Pisuerga · Valladolid-Universidad · Valladolid-Campo Grande |
| 15      | MD                                      | 449              | Valladolid - Medina del Campo                                                                        | Valladolid-Campo Grande · Viana · Valdestillas · Matapozuelos · Pozaldez · Medina del Campo |
| 16      | MD                                      | 449              | Valladolid - Ávila - Madrid                                                                          | Valladolid-Campo Grande · Medina del Campo · Arévalo · Ávila · Herradón-La Cañada · Navalperal · Las Navas del Marqués · Santa María de la Alameda-Peguerinos · Robledo de Chavela · Zarzalejo · El Escorial · Villalba de Guadarrama · Madrid-Príncipe Pío |
| 17      | MD                                      | 449              | Valladolid - León                                                                                    | Valladolid-Campo Grande · Valladolid-Universidad · Cabezón de Pisuerga · Dueñas · Venta de Baños · Palencia · Grijota · Becerril · Paredes de Nava · Cisneros · Villada · Grajal · Sahagún · El Burgo Raneros · Santas Martas · Palanquinos · León |
| 18      | Regional Exprés                         | 594              | Valladolid - Zamora - Puebla de Sanabria                                                             | Valladolid-Campo Grande · Viana · Valdestillas · Matapozuelos · Pozaldez · Medina del Campo · Nava del Rey · Toro · Zamora · Carbajales de Alba · Ferreruela de Tábara · Abejera · Sarracín de Aliste · Cabañas de Aliste · Linarejos-Pedroso · Puebla de Sanabria |
| 19      | MD                                      | 594              | Valladolid - Salamanque                                                                              | Valladolid-Campo Grande · Viana · Valdestillas · Matapozuelos · Pozaldez · Medina del Campo · Campillo · El Carpio · Fresno el Viejo · Cantalapiedra · El Pedroso de la Armuña · Pitiegua · Gornecello · Moriscos · Salamanque · Salamanque-Alamedilla |
| 20      | Regional                                | 440 470          | Valladolid - Santander                                                                               | Valladolid-Campo Grande · Valladolid-Universidad · Cabezón de Pisuerga · Corcos-Aguilarejo · Cubillas de Santa Marta · Dueñas · Venta de Baños · Palencia · Monzón de Campos · El Carrión · Amusco · Piña · Frómista · Osorno · Espinosa de Villagonzalo · Herrera de Pisuerga · Alar del Rey · Mave · Aguilar de Campóo · Quintanilla de las Torres · Mataporquera · Reinosa · Bárcena · Los Corrales de Buelna · Torrelavega · Renedo · Maliaño · Valdecilla · Santander |
| 21      | MD                                      | 449              | Valladolid - Burgos - Vitoria                                                                        | Valladolid-Campo Grande · Venta de Baños · Palencia · Magaz · Quintana del Puente · Villaquirán · Burgos-Rosa Manzano · Briviesca · Pancorbo · Miranda de Ebro · Manzanos · La Puebla de Arganzón · Nanclares · Vitoria-Gasteiz |
| 22      | MDRegional Exprés                       | 448 463 470 490  | Saragosse - Logroño                                                                                  | Saragosse-Miraflores · Saragosse-Goya · Saragosse-Portillo · Saragosse-Delicias · Utebo · Casetas · Alagón · Cabañas de Ebro · Pedrola · Luceni · Gallur · Cortes de Navarra · Ribaforada · Tudela de Navarra · Castejón · Alfaro · Rincón de Soto · Calahorra · Féculas de Navarra · Alcanadre · Agoncillo · Logroño |
| 23      | MD                                      | 449              | León - Ponferrada - Monforte                                                                         | León · Quintana-Raneros · Villavante · Veguellina · Barrientos · Nistal · Astorga · Vega-Magaz · Porqueros · Brañuelas · La Granja · Torre del Bierzo · Bembibre · San Miguel de las Dueñas · Ponferrada · Villadepalos · Toral de los Vados · Covas · Quereño · Sobradelo · El Barco de Valdeorras · Villamartín de Valdeorras · La Rua-Petín · Montefurado · San Clodio-Quiroga · Puebla de Brollón · Monforte de Lemos |
| 24      | Regional                                | 449              | León - Gijón                                                                                         | León · La Robla · La Pola de Gordón · Santa Lucía · Villamanín · Busdongo · Linares-Congostinas · Puente de los Fierros · Campomanes · Pola de Lena · Ujo · Mieres-Puente · Llamaquique · Oviedo · Calzada de Asturias · Gijón-Sanz Crespo |
| 25      | MD Regional Exprés                      | 449              | Irún - Vitoria - Miranda de Ebro                                                                     | Irun · Lezo-Rentería · Pasaia · Herrera · Intxaurrondo · Ategorrieta · Gros · Saint-Sébastien · Hernani Centro · Andoain–Erdia · Villabona-Zizurkil · Tolosa · Ordizia · Beasain · Zumárraga · Legazpia · Altsasu · Araia · Agurain-Salvatierra de Álava · Alegría-Dulantzi · Vitoria-Gasteiz · Nanclares-Langraiz · La Puebla de Arganzón · Manzanos · Miranda de Ebro |
| 26      | Regional Exprés                         | 470 465          | Saragosse - Pampelune - Vitoria-Gasteiz                                                              | Saragosse-Miraflores · Saragosse-Goya · Saragosse-Portillo · Saragosse-Delicias · Utebo · Casetas · Alagón · Cabañas de Ebro · Pedrola · Luceni · Gallur · Cortes de Navarra · Ribaforada · Tudela de Navarra · Castejón de Ebro · Villafranca de Navarra · Marcilla de Navarra · Olite-Erriberri· Tafalla · Pampelune · Uharte-Arakil · Etxarri-Aranatz · Altsasu-Pueblo · Araia · Agurain-Salvatierra de Álava · Alegría-Dulantzi · Vitoria-Gasteiz |
| 32 R16  | Regional Exprés                         | 447 470 448 449  | Barcelone - Tarragone - Tortose                                                                      | Barcelone-França · Barcelone-Passeig de Gràcia · Barcelone-Sants · Vilanova i la Geltrú · Sant Vicenç de Calders · Torredembarra · Altafulla-Tamarit · Tarragone · Vila-Seca · Cambrils · L'Hospitalet de l'Infant · L'Ametlla de Mar · L'Ampolla-Perelló-Deltebre · Camarles-Deltebre · L'Aldea-Amposta-Tortosa · Campredó · Tortose |
| R17     | Regional Exprés                         | 447 470 448      | Barcelone - Tarragone - Salou-Port Aventura                                                          | Barcelone-França · Barcelone-Passeig de Gràcia · Barcelone-Sants · Vilanova i la Geltrú · Sant Vicenç de Calders · Torredembarra · Altafulla-Tamarit · Tarragone · Salou-Port Aventura |
| 33 R11  | MD Regional                             | 447 449          | Barcelone - Gérone - Figueras - Portbou                                                              | Barcelone-Sants · Barcelone-Passeig de Gràcia · Barcelone-El Clot-Aragó · Barcelone-Sant Andreu · Granollers-Centre · Sant Celoni · Gualba · Riells i Viabrea - Breda · Hostalric · Maçanet-Massanes · Sils · Caldes de Malavella · Riudellots · Fornells de la Selva · Gérone · Celrà · Bordils-Juià · Flaçà · Sant Jordi Desvalls · Camallera · Sant Miquel de Fluvià · Vilamalla · Figueras · Vilajuïga · Llançà · Colera · Portbou · Cerbère |
| 34      | Regional Exprés                         | 470              | Saragosse - Caspe - Barcelone                                                                        | Saragosse-Delicias · Saragosse-Portillo · Saragosse-Goya · Saragosse-Miraflores · Fuentes de Ebro · Quinto · La Zaida-Sástago · La Puebla de Híjar · Samper · Caspe · Val de Pilas · Fabara · Nonaspe · Faió-La Pobla de Massaluca · Riba-roja d'Ebre · Flix · Ascó · Móra la Nova· Capçanes · Marçà-Falset · Pradell · Riudecanyes-Botarell · Les Borges del Camp · Reus · Vila-Seca · Tarragone · Altafulla-Tamarit · Torredembarra · Sant Vicenç de Calders · Barcelone-Sants · Barcelone-Passeig de Gràcia · -Barcelone-França |
| 35a R13 | Regional Exprés                         | 470 448          | Barcelone - Valls - Lérida                                                                           | Barcelone-França · Barcelone-Passeig de Gràcia · Barcelone-Sants · Vilanova i la Geltrú · Sant Vicenç de Calders · Roda de Mar · Roda de Barà · Salomó · Vilabella · Nulles-Bràfim · Valls · La Plana-Picamoixons · La Riba · Vilaverd · Montblanc · L'Espluga de Francolí · Vimbodí i Poblet · Vinaixa · Les Borges Blanques · Juneda · Lérida Pyrénées |
| 35b R14 | Regional Exprés                         | 470 448          | Barcelone - Tarragone - Lérida                                                                       | Barcelone-França· Barcelone-Passeig de Gràcia · Barcelone-Sants · Vilanova i la Geltrú · Sant Vicenç de Calders · Torredembarra · Altafulla-Tamarit · Tarragone · Vila-Seca · Reus · La Selva del Camp · Alcover · La Plana-Picamoixons · La Riba · Vilaverd · Montblanc · L'Espluga de Francolí · Vimbodí i Poblet · Vinaixa · La Floresta · Les Borges Blanques · Juneda · Puigverd de Lleida - Artesa de Lleida · Lérida Pyrénées |
| 36 R15  | Regional Exprés                         | 448 470 449      | Barcelone - Reus - Riba-roja d'Ebre                                                                  | Barcelone-França · Barcelone-Passeig de Gràcia · Barcelone-Sants · Vilanova i la Geltrú · Sant Vicenç de Calders · Torredembarra · Altafulla-Tamarit · Tarragone · Vila-Seca · Reus · Les Borges del Camp · Riudecanyes-Botarell · Duesaigües-L'Argentera · Pradell · Marçà-Falset · Capçanes · Els Guiamets · Móra la Nova· Ascó · Flix · Riba-roja d'Ebre |
| 38      | Regional Exprés                         | 470              | Saragosse - Monzón - Lérida                                                                          | Saragosse-Delicias · Saragosse-Portillo · Saragosse Goya · Saragosse-Miraflores · Villanueva de Gállego · Tardienta · Grañén · Sariñena · Monzón · Binéfar · Lérida Pyrénées |
| 44      | MD Proximidad                           | 599 592          | Valence - Alicante - Murcie - Carthagène                                                             | Valence-Nord · Xàtiva · Moixent · Villena · Sax · Elda-Petrer · Novelda · Alicante-Terminal · Sant Gabriel · Torrellano · Elx-Parc · Elx-Carrús · Crevillent · San Isidro-Albatera-Catral · Callosa de Segura · Orihuela-Miguel Hernández · Beniel · Murcie del Carmen · Balsicas-Mar Menor · Torre Pacheco · Cartagène |
| 45      | MD                                      | 449              | Alicante - Albacete - Alcázar - Ciudad Real                                                          | Alicante-Terminal · Elda-Petrer · Villena · Caudete · Almansa · Albacete-Los Llanos · La Roda · Villarrobledo · Socuéllamos · Campo de Criptana · Alcázar de San Juan · Manzanares · Daimiel · Almagro · Ciudad Real |
| 46      | Regional Exprés                         | 470              | Valence - Albacete - Alcázar                                                                         | Valence-Nord · Silla · Xàtiva · Moixent · La Encina · Almansa · Albacete-Los Llanos · La Gineta · La Roda · Minaya · Villarrobledo · Socuéllamos · Campo de Criptana · Alcázar de San Juan |
| 47      | Regional                                | 592              | Valence - Xàtiva - Alcoy                                                                             | Valence-Nord · Xàtiva · El Genovés · Benigànim · La Pobla del Duc · Montaverner · Bufali · Albaida · Agullent · Ontinyent · Agres · Cocentaina · Alcoy |
| 49      | MD                                      | 599              | Valence - Teruel - Saragosse                                                                         | Valence-Nord · Valence-Cabanyal · Sagunt · Segorbe-Ciudad · Barracas · Mora de Rubielos · Sarrión · Teruel · Cella · Santa Eulalia del Campo · Villafranca del Campo · Monreal del Campo · Torrijo del Campo · Caminreal-Fuentes Claras · Calamocha-Nova· Navarrete · Lechago · Cuencabuena · Ferreruela · Villahermosa · Badules · Villadoz · Villarreal de Huerva · Encinacorba · Cariñena · Longares · Arañales de Muel · María de Huerva · Saragosse-Delicias · Saragosse-Portillo · Saragosse-Goya · Saragosse-Miraflores |
| 50      | Regional Exprés                         | 470 447          | Valence - Castelló de la Plana - Vinaròs - Tortose                                                   | Valence-Nord · Valence-Cabanyal · Sagunt · Vila-real · Castelló de la Plana · Benicàssim · Orpesa · Torreblanca · Alcalà de Xivert · Benicarló-Peníscola · Vinaròs · Ulldecona-Alcanar-La Senia · L'Aldea-Amposta-Tortosa · Tortosa |
| 51      | Regional                                | 465              | Madrid - Ávila (Correspondance nécessaire à El Escorial pour les voyageurs situés en queue de train) | Madrid-Atocha · Madrid-Chamartín-Clara Campoamor · Villalba de Guadarrama · El Escorial · Zarzalejo · Robledo de Chavela · Santa María de la Alameda-Peguerinos · El Pimpollar · Las Navas del Marqués · Navalperal · Herradón - La Cañada · Guimorcondo · Ávila |
| 52      | Regional Exprés MD Proximidad Intercity | 592 594 598 599  | Madrid - Cáceres - Mérida ouBadajoz                                                                  | Madrid-Atocha · Leganés · Fuenlabrada · Humanes ·Illescas · Torrijos · Erustes · Montearagón · Talavera de la Reina · Orpesa de Toledo · Navalmoral · Casatejada · Monfragüe · Plasencia · Mirabel · Casas de Millán · Cañaveral · Cáceres · Arroyo-Malpartida · San Vicente de Alcántara · Valencia de Alcántara · Mérida · Aljucén · Garrovilla-Las Vegas · Montijo · Montijo-El Molino · Guadiana · Badajoz |
| 53      | Regional                                | 446              | Madrid - Ségovie (Correspondance nécessaire à Cercedilla)                                            | Madrid-Atocha · Madrid-Recoletos · Madrid-Nuevos Ministerios · Madrid-Chamartín-Clara Campoamor · Villalba de Guadarrama · Cercedilla · Tablada · Gudillos · San Rafael · El Espinar · Los Ángeles de San Rafael · Otero de Herreros · Ortigosa del Monte · Navas de Riofrío-La Losa · Ségovie |
| 54      | Regional Exprés                         | 594 598 599      | Madrid - Soria                                                                                       | Madrid-Chamartín-Clara Campoamor · Alcalá de Henares · Guadalajara · Jadraque · Sigüenza · Torralba · Almazán-Villa · Tardelcuende · Quintana Redonda · Soria |
| 55      | Regional Exprés                         | 470              | Madrid - Arcos de Jalón - Saragosse                                                                  | Madrid-Chamartín-Clara Campoamor · Alcalá de Henares · Guadalajara · Yunquera de Henares · Humanes de Mohernando · Espinosa de Henares · Carrascosa de Henares · Jadraque · Matillas · Baides · Sigüenza · Torralba · Medinaceli · Arcos de Jalón · Santa María de Huerta · Monreal de Ariza · Ariza · Cetina · Alhama de Aragón · Bubierca · Ateca · Terrer · Calatayud · Embid de Jalón · Paracuellos/Saviñán · Saviñán · Morés · Purroy · Morata de Jalón · Ricla-La Almunia · Calatorao · Salillas de Jalón · Épila · Rueda de Jalón-Lumpiaque · Plasencia de Jalón · Grisén · Casetas · Utebo · Saragosse-Delicias                                                      |
| 56      | Regional                                | 594              | Saragosse - Huesca - Canfranc                                                                        | Saragosse-Delicias · Saragosse-Portillo · Saragosse-Goya · Saragosse-Miraflores · Villanueva de Gállego · Tardienta · Huesca · Plasencia del Monte · Ayerbe · Riglos · Santa María y La Peña · Anzánigo · Caldearenas-Aquilué · Sabiñánigo · Jaca · Castiello-Pueblo · Villanúa-Letranz · Canfranc |
| 57      | MD                                      | 449              | Madrid - Alcázar - Albacete                                                                          | Madrid-Chamartín-Clara Campoamor · Aranjuez · Castillejo-Añover · Villasequilla · Tembleque · El Romeral · Villacañas · Quero · Alcázar de San Juan · Campo de Criptana · Socuéllamos · Villarrobledo · Minaya · La Roda · La Gineta · Albacete-Los Llanos |
| 58      | MD                                      | 449              | Madrid - Ciudad Real ou Jaén                                                                         | Madrid-Chamartín-Clara Campoamor · Madrid-Atocha · Aranjuez · Villasequilla · Villacañas · Quero · Alcázar de San Juan · Cinco Casas · Manzanares · Daimiel · Almagro · Ciudad Real ou Madrid-Chamartín-Clara Campoamor · Madrid-Atocha · Aranjuez · Villasequilla · Villacañas · Quero · Alcázar de San Juan · Cinco Casas · Manzanares · Valdepeñas · Santa Cruz de Mudela · Almuradiel · Vilches · Linares-Baeza · Mengíbar-Artichuela · Jaén |
| 60      | MD                                      | 599              | Alcázar - Ciudad Real - Badajoz                                                                      | Alcázar de San Juan · Manzanares · Daimiel · Almagro · Ciudad Real · Puertollano · Brazatortas-Veredas · Almadenejos-Almadén · Guadalmez-Los Pedroches · Cabeza de Buey · Almorchón · Castuera · Campanario · Villanueva de la Serena · Don Benito · Valdetorres · Guareña · Mérida · Aljucén · Garrovilla-Las Vegas · Montijo · Montijo-El Molino · Guadiana · Badajoz |
| 65      | MD                                      | 449              | Séville - Cadix                                                                                      | Séville-Santa Justa · Séville-San Bernardo · Virgen del Rocío · Dos Hermanas · Utrera · Las Cabezas de San Juan · Lebrija · Aeropuerto de Jerez · Jerez de la Frontera · El Puerto de Santa María · Puerto Real · San Fernando-Bahía Sur · Estadio · Segunda Aguada · Cadix |
| 66      | MD Proximidad                           | 449              | Séville - Jaén                                                                                       | Séville-Santa Justa · Lora del Río · Peñaflor · Palma del Río · Posadas · Cordoue-Central · Villa del Río · Andújar · Espeluy · Jaén |
| 67      | MD                                      | 598 599          | Séville - Malaga                                                                                     | Séville-Santa Justa · Séville-San Bernardo · Virgen del Rocío · Dos Hermanas · Arahal · Marchena · Osuna · Pedrera · Antequera-Santa Ana · Bobadilla · El Chorro-Caminito del Rey · Las Mellizas · Álora · Malaga-María Zambrano |
| 68      | MD                                      | 599              | Grenade - Almería                                                                                    | Grenade · Iznalloz · Benalúa · Guadix · Fiñana · Gérgal · Gádor · Huércal-Viator · Almería |
| 70      | MD                                      | 598              | Algésiras - Antequera                                                                                | Algésiras · Los Barrios · San Roque-La Ligne · Almoraima · Jimena de la Frontera · San Pablo · Gaucín · Cortes de la Frontera · Jimera de Líbar · Benaoján-Montejaque · Arriate · Ronda · Setenil · Almargen · Campillos · Bobadilla · Antequera-Santa Ana |
| 70      | MD                                      | 598              | Ronda - Malaga                                                                                       | Ronda · Almargen · Campillos · Bobadilla · El Chorro-Caminito del Rey · Las Mellizas · Álora · Pizarra · Cártama · Malaga-María Zambrano |
| 72      | MD                                      | 449 598          | Séville - Huelva                                                                                     | Séville-Santa Justa · Benacazón · Carrión de los Céspedes · Escacena · La Palma del Condado · Villarrasa · Niebla-Puerta del Buey · San Juan del Puerto · Huelva |
| 73      | Regional                                | 598              | Huelva - Zafra                                                                                       | Huelva · Gibraleón · Belmonte · El Cobujón · Los Milanos · Calañas · El Tamujoso · Valdelamusa · Almonaster-Cortegana · Jabugo-Galaroza · Cumbres Mayores · Fregenal de la Sierra · Zafra |
| 74      | Regional Exprés                         | 599              | Séville - Mérida                                                                                     | Séville-Santa Justa · Los Rosales · Tocina · Villanueva del Río Minas · Pedroso · Cazalla-Constantina · Guadalcanal · Fuente del Arco · Llerena · Zafra · Zafra-Feria · Los Santos de Maimona · Villafranca de los Barros · Almendralejo · Calamonte · Mérida |
| 75      | Proximidad                              | 446              | Palma del Río - Cordoue - Villa del Río                                                              | Palma del Río · Posadas · Villarrubia de Córdoba · El Higuerón · Cordoue-Central · Rabanales · Alcolea de Córdoba · Villa del Río |